# 黄世忠 (议员)
黄世忠（—2022年5月13日），马来西亚政治人物，国阵马华公会党员，前柔佛州议会巴力安尼议员。

## 生平

### 政治生涯
2008年大选与2013年马来西亚大选，代表国阵马华公会参加柔佛州议会选举并赢得巴力安尼议席，担任两届巴力安尼州议员，也曾受委为上议员。

### 政党职务
在马华公会党职方面，曾出任柔州联委会副主席及丰盛港区会主席。

## 逝世
2022年5月13日，因心脏衰竭在医院逝世，享年75岁。